# Bryum savicziae
Bryum savicziae là một loài rêu trong họ Bryaceae. Loài này được Schljakov mô tả khoa học đầu tiên năm 1959.